# Peperomia falsa
Peperomia falsa là một loài thực vật có hoa trong họ Hồ tiêu. Loài này được A.W. Hill miêu tả khoa học đầu tiên năm 1907.